# Johann Cochlaeus
Johann Cochlaeus, (Wendelstein, 10 de janeiro de 1479 – Breslau, 11 de janeiro de 1552) foi um teólogo e humanista alemão.

## Biografia
Ele nasceu em uma pobre família que vivia nas imediações de Nuremberg.
O caminho da sua educação cultural começou em sua cidade natal, sob a orientação do humanista Heinrich Grieninger, e passou para aUniversidade de Colônia, em 1504. Três anos mais tarde, já formado, ele publicou sob o nome de Wendelstein, seu primeiro trabalho, intitulado Em musicam exhortatorium.
Em maio de 1510, em Nuremberg, ele se tornou o diretor da escola por cinco anos antes de se mudar para a Itália, primeiro em Bolonha, depois em Ferrara, onde obteve seu doutorado em 1517, e finalmente, para Roma, onde foi ordenado sacerdote.
Em 1520 foi decano da Faculdade de Teologia de Frankfurt, onde esteve envolvido na controvérsia com o modelo de pensamento religioso luterano que se espalhava. Em seu tratado Colloqium Cochlaei cum Luthero, Cochlaeus relatou sua conversa com Lutero em 24 de abril de 1521, concentrando-se nas teorias da luteranas, relativas a predestinação, a eucaristia e a autoridade da Bíblia.
A atividade literária de Cochlaeus, é baseada quase que inteiramente sobre a controvérsia antiluterana, da qual ele foi um dos maiores expoentes. Assim como um especialista em questões religiosas e luteranas, ele participou dos debates na dieta de Worms em 1521, em 1524 de Nuremberga e, finalmente, em Ratisbona em 1546. Martinho Lutero, para defender-se das críticas de Cochlaeus, foi solicitado para escrever o livro Wider den gewappneten Mann Cochlaeus ("Contra o homem revestido de Cochlaeus").
Para todos os seus escritos, ele usou a língua latina.

## Principais obras
- Adversus cucullatum Minotaurum Wittenbergensem: De sacramentorum gratia iterum, de 1523.
- In obscuros viros qui decretorum volumen infami compendio..., 1530.
- Commentaria de actis et scriptis Lutheri, 1549.